# Casino d'Évian
Le casino d'Évian-les-Bains est un établissement de jeux d'argent français, situé en Haute-Savoie, sur la commune d'Évian-les-Bains.
Le casino est exploité par le complexe hôtelier Évian Resort.

## Historique
Le casino est construit en 1911, sur l'ancien château de Blonay, par l'architecte Jean Albert Hebrard,.
Ce casino d'Évian est recouvert d'une coupole de style néo-byzantin, et inauguré en 1912.
Pendant la Première Guerre mondiale, le lieu est utilisé pour accueillir des réfugiés. 
D'abord municipal, il est confié par la ville à la Société des Eaux qui devient ensuite la propriété du Groupe Danone.
En 2014 et 2015, une restauration  est dirigée par François Chatillon, architecte des Monuments historiques. De 2021 à 2024, un autre architecte, Philippe Prost, intervient à la demande de Danone pour donner encore davantage de lustre au bâtiment.

## Description
Le casino dispose de 287 machines à sous, de dix jeux de table, ainsi que de cinq bars et restaurants.
Le bâtiment est de style néo-oriental et art nouveau, avec un décor intérieur réalisé par Gustave Louis Jaulmes. 